# U-707
| U-707                      | U-707                                                          | U-707                                                          |
| -------------------------- | -------------------------------------------------------------- | -------------------------------------------------------------- |
|                            |                                                                |                                                                |
|                            |                                                                |                                                                |
|                            |                                                                |                                                                |
| Під прапором               | Третій рейх                                                    | Третій рейх                                                    |
| Спуск на воду              | 18 грудня 1941 року                                            | 18 грудня 1941 року                                            |
| Виведений зі складу флоту  | 9 листопада 1943 року                                          | 9 листопада 1943 року                                          |
| Сучасний статус            | затоплений                                                     | затоплений                                                     |
| Проєкт                     |                                                                |                                                                |
| Тип ПЧ                     | Торпедний ДПЧ                                                  | Торпедний ДПЧ                                                  |
| Основні характеристики     |                                                                |                                                                |
| Швидкість (надводна)       | 17,7 вузлів                                                    | 17,7 вузлів                                                    |
| Швидкість (підводна)       | 7,6 вузлів                                                     | 7,6 вузлів                                                     |
| Робоча глибина занурення   | 100 м                                                          | 100 м                                                          |
| Гранична глибина занурення | 220 м                                                          | 220 м                                                          |
| Екіпаж                     | 44 осіб                                                        | 44 осіб                                                        |
| Розміри                    |                                                                |                                                                |
| Довжина найбільша (по КВЛ) | 67,1 м                                                         | 67,1 м                                                         |
| Ширина корпусу найб.       | 6,2 м                                                          | 6,2 м                                                          |
| Висота                     | 9,6 м                                                          | 9,6 м                                                          |
| Середня осадка (по КВЛ)    | 4,70 м                                                         | 4,70 м                                                         |
| Водотоннажність надводна   | 769 т                                                          | 769 т                                                          |
| Озброєння                  |                                                                |                                                                |
| Артилерія                  | одна палубна гармата калібру 88-мм, одна 20-мм зенітна гармата | одна палубна гармата калібру 88-мм, одна 20-мм зенітна гармата |
| Торпедно- мінне озброєння  | 4 носових і один кормовий ТА. 14 торпед або 26 мін             | 4 носових і один кормовий ТА. 14 торпед або 26 мін             |

U-707 — німецький підводний човен типу VIIC часів Другої світової війни.
Замовлення на будівництво човна було віддане 6 серпня 1940 року. Човен був закладений на верфі суднобудівної компанії «H C Stülcken Sohn» у Гамбурзі 2 січня 1941 року під заводським номером 771, спущений на воду 18 грудня 1941 року, 1 липня 1942 року увійшов до складу 8-ї флотилії. Також за час служби перебував у складі 7-ї флотилії. Єдиним командиром човна був оберлейтенант-цур-зее Гюнтер Гречель.
Човен зробив 3 бойових походи, в яких потопив 2 судна (загальна водотоннажність 11 811 брт).
Потоплений 9 листопада 1943 року в Північній Атлантиці східніше Азорських островів (40°31′ пн. ш. 20°17′ зх. д. / 40.517° пн. ш. 20.283° зх. д.) глибинними бомбами британського бомбардувальника «Летюча фортеця». Всі 51 члени екіпажу загинули.

## Потоплені та пошкоджені кораблі[3]
| Назва            | Тип           | Належність      | Дата           | Тоннаж (БРТ) | Вантаж                                           | Статус    | Місце                                                       |
| Jonathan Sturges | торгове судно | США             | 24 лютого 1943 | 7 176        | 1 500 т піску у якості баласту                   | потоплено | 46°15′ пн. ш. 38°11′ зх. д. / 46.250° пн. ш. 38.183° зх. д. |
| North Britain    | торгове судно | Велика Британія | 5 травня 1943  | 4 635        | 993 т вогнетривів та вогнетривної глини у мішках | потоплено | 55°08′ пн. ш. 42°43′ зх. д. / 55.133° пн. ш. 42.717° зх. д. |